# Tapiales

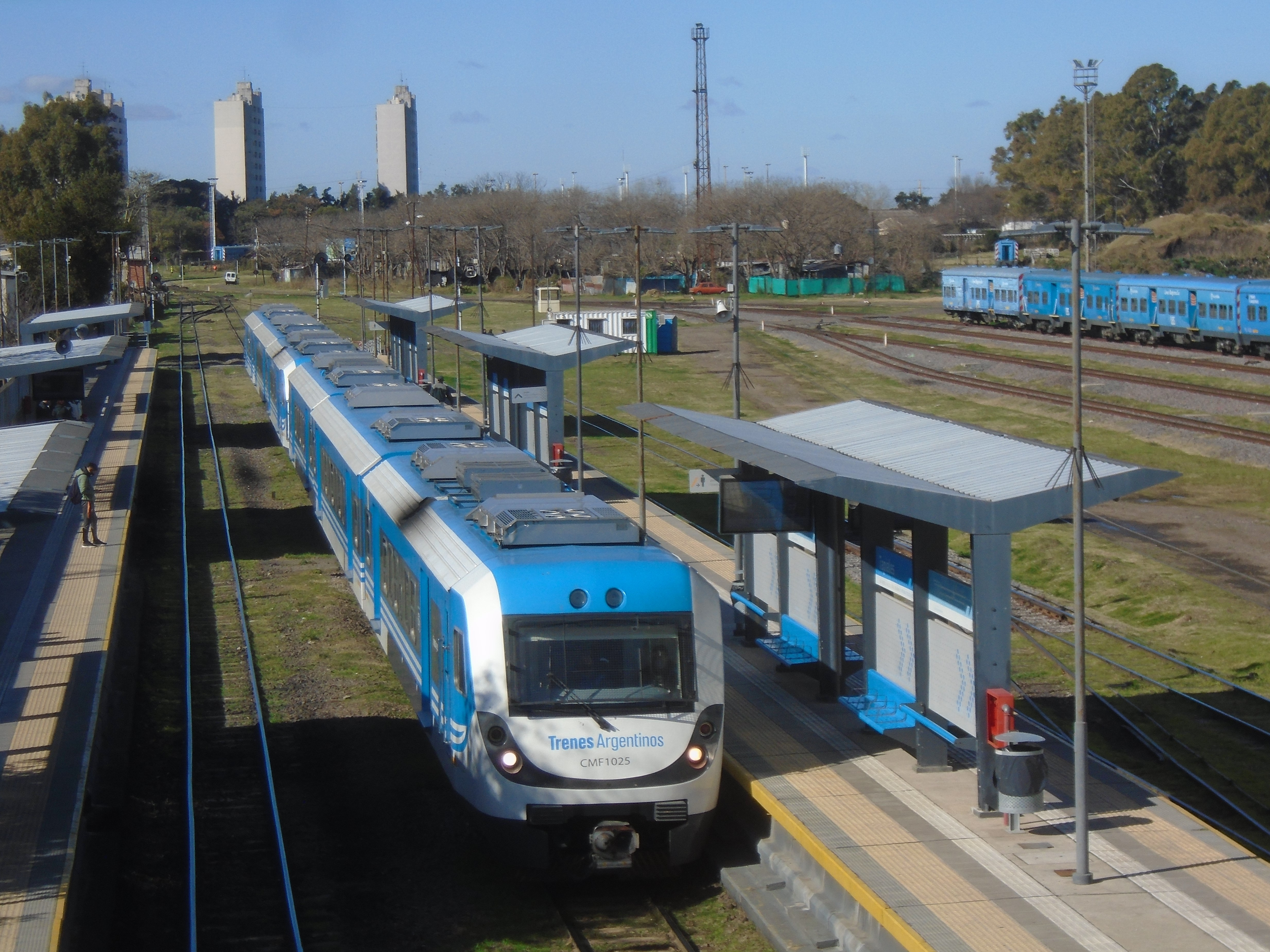
Estación Tapiales del Ferrocarril Belgrano Sur.

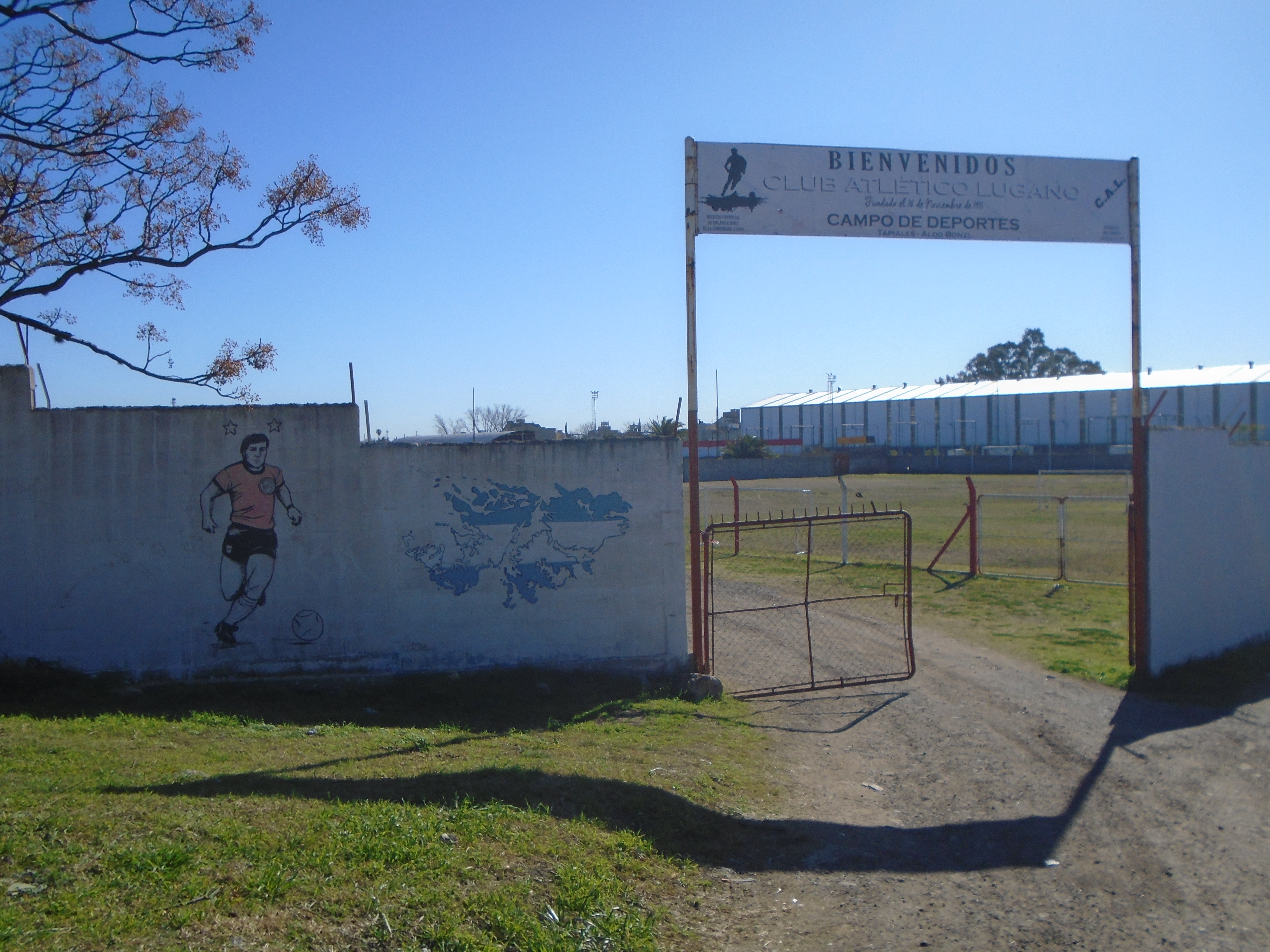
Estadio José María Moraños, del Club Atlético Lugano (Tapiales).

Tapiales es una localidad del partido de La Matanza, en la provincia de Buenos Aires, Argentina. Se encuentra totalmente unido al Gran Buenos Aires.

## Geografía

### Límites
Limita al noreste con las localidad de Ciudad Madero y Ciudad Celina (enlace roto disponible en Internet Archive; véase el historial, la primera versión y la última). en la Avenida Boulogne Sur Mer; al sureste con Ingeniero Budge (partido de Lomas de Zamora) en el Río Matanza Riachuelo, al suroeste con Aldo Bonzi en las vías de los ferrocarriles Roca y Belgrano y al noroeste con La Tablada en las calles Guillermo Hudson, Uruguay y Malvinas.

### Población
Según el anterior censo, cuenta con 15,158 habitantes (Indec, 2001), siendo la 13.ª localidad más poblada del partido.

## Barrios
- Tapiales
- Barrio Autopista (ex Hogar Obrero)
- La Salada (pertenece al ejido legal e histórico de Tapiales, pero se identifica más con la ciudad de Ingeniero Budge en el partido de Lomas del Zamora por su proximidad y su total alejamiento del centro cívico de Tapiales.

## Historia
Según el historiador Alfonso Corso Tapiales fue fundado el 22 de enero de 1902 (fundación que algunos atribuyen a don Agustín de Elía). En esta publicación no queda claro qué fuente histórica o documento se tomó en cuenta para declarar dicha fecha.
En el impreso anual que ferrocarriles editaba (edición anterior al libro de Corso), y que reunía una breve reseña de la historia de cada pueblo, se puede leer que la población de Tapiales fue fundada por Agustín de Elía el 22 de enero de 1902. En ese mismo impreso figura la fundación de Villa Madero en 1907 atribuida a Francisco Bernabé Madero, dueño de las tierras. Sin embargo, Villa Madero fue fundada mucho tiempo antes (en 1905 se había fundado la escuela Nro. 9) y Francisco Bernabé Madero había fallecido en el siglo XIX. Como se ve, esta publicación, un mero informe comercial de los pueblos fundados a orillas del ferrocarril, además de no poseer autor conocido ni fuente histórica que lo respalde, posee gran número de errores históricos.
En 1905 Agustín de Elía (padre) vende sus tierras a la empresa Inmobiliaria La Franco Argentina (propietaria también del ferrocarril). Esta empresa lotea las tierras compradas y mediante una publicación en la revista Caras y Caretas de 1906, comienza a vender los lotes como era muy común en esos tiempos. Pero la venta de parcelas no tuvo mucho éxito, ya que se vendieron pocos lotes, los cuales fueron comprados por familias que querían invertir en tierras y no poblar o crear un nuevo pueblo (generalmente familias de clase media y alta que poseían su residencia en la Capital Federal).
Según muestran las fotos panorámicas de Tapiales, tomadas en 1906 y 1907, el pueblo no existía. Y el motivo era lógico. Si bien la estación férrea ya estaba terminada, todavía faltaba concluir las obras finales del tendido de vías, por lo que el tren no trasladaba pasajeros y por ende, la zona se encontraba en total incomunicación. Recién en 1908, y con la inauguración del servicio de pasajeros del ferrocarril, se realiza una nueva venta de lotes. Existen varias fotografías de 1908 tomadas desde la estación que muestran la zona de Tapiales que va desde las vías hasta la actual Avenida Boulogne Sur Mer por lo que hoy sería la calle Altolaguirre, y en la que queda claramente visible que en ese año todavía no existían edificaciones.
Recién con la inauguración para la circulación de transporte de pasajeros, el 23 de enero de 1908, la gente comenzó a comprar e instalarse en Tapiales, y así el pueblo fue naciendo. Fueron las familias de ferroviarios quienes comenzaron a instalarse en la zona por el bajo costo de los terrenos, las facilidades de pago que la empresa ferroviaria les daba a sus empleados, y la fuente laboral a mano (en Tapiales se instala uno de los talleres de máquinas, vías y obras más importante de la red). Tapiales no tiene fecha de fundación ni acta de fundación alguna. Sólo se pueden analizar las distintas escrituras de venta que muestran como el pueblo se loteó a finales de 1905, se vendió en 1906, y comenzó a poblarse en 1908. Ya en 1910 poseía algunos pobladores, comercios, una comisión de fomento y una escuela.
Entre los primeros vecinos del lugar, se encuentran los militares Samuel Donovan y Saturnino Quiroga: "Una de las primeras familias que se instalan fue la familia Donovan, quienes construyen una casa quinta en la cual van a pasar gran parte de su vida. (...) El Dr. Samuel Donovan, hijo de Cornelio Donovan y Mary Atkins Brown (sobrina del Alte. Guillermo Brown) era una destacado militar, su hermano el Dr. Daniel Donovan, abogado, jefe de la policía de Buenos Aires, fue interventor en las provincias de San Luis y Chaco."

## Personas destacadas
- Lolita Torres, actriz, cantante y bailarina (1930-2002)
- Guillermo Cañas, tenista (1977)
- Ricardo Gareca, futbolista (1958)
- Marcelo Pontiroli, futbolista (1972)
- Patricio Santos Fontanet, cantante y músico (1979)

## Parroquias de la Iglesia católica en Tapiales
| Diócesis  | San Justo                                  |
| --------- | ------------------------------------------ |
| Parroquia | Nuestra Señora de Luján y San Luis Gonzaga |